# Estadio Carlos Tartiere
Estadio Carlos Tartiere – stadion piłkarski w Oviedo, w Hiszpanii. Został wybudowany w latach 1998–2000. Może pomieścić 30 500 widzów. Swoje spotkania rozgrywają na nim piłkarze klubu Real Oviedo, grywała na nim również reprezentacja Hiszpanii. Obiekt zastąpił stary stadion Realu Oviedo (rozebrany w 2003 roku), położony niecały kilometr na wschód od nowej areny.